# پرندگان خشمگین: تونز
پرندگان خشمگین: تونز (به انگلیسی: Angry Birds Toons، «تونز» به معنی «کارتون‌ها» به‌ویژه از نوع تلویزیونی است) یک سریال تلویزیونی انیمیشن فنلاندی است که بر اساس پرندگان خشمگینِ راویو ساخته شده‌است. این سریال دربارهٔ ماجراهای پرندگان است که وظیفهٔ مراقبت از تخم‌هایشان دربرابر خوک‌هایی که قصد دزدیدن آنها برای پادشاهشان را دارد. علاوه بر پرندگان این سریال گاهی ماجراهایی از خوک‌ها را نشان می‌دهد.